# Refugio de Fauna Silvestre de La Lomaza de Belchite
El Refugio de Fauna Silvestre de la Lomaza de Belchite  es un refugio de fauna silvestre localizado en la comarca del Campo de Belchite, en el suroeste de la provincia de Zaragoza, Aragón, España. 

## Descripción
El refugio tiene una superficie de 961 hectáreas y fue declarado como espacio natural protegido por primera vez el 4 de abril de 1995. Se encuentra a entre 280 y 405 m s. n. m., siendo su relieve generalmente llano.
Este territorio estepario es el resultado de un antiquísimo proceso de deforestación y posterior uso agrícola y -principalmente- ganadero. Los actuales yermos, eriales y parameras son unos ecosistemas frágiles. Hábitat de una peculiar flora y fauna, estos espacios han sufrido el abandono de las prácticas agrícolas y ganaderas tradicionales, con los consecuentes cambios del uso del suelo provocados por la regresión de la economía agrícola tradicional.

## Especies
Es un lugar de nidificación de aves esteparias. Las principales especies que se encuentran son el alcaraván, la alondra de Dupont, la bisbita campestre, la calandria, la cogujada montesina, la ganga ibérica, la ganga ortega, la terrera común y la terrera marismeña.
La flora, también adaptada al entorno estepario, con escasa vegetación arbórea y arbustiva, resultante de unas condiciones climatológicas extremas, con escasa pluviosidad, fuertes vientos y bruscos cambios de temperatura. Se encuentran albardines, sisaltos, ontinas, asnallos, jarillas, salicornias, limonios y el Microcnemum coralloides.